# Vela votiva

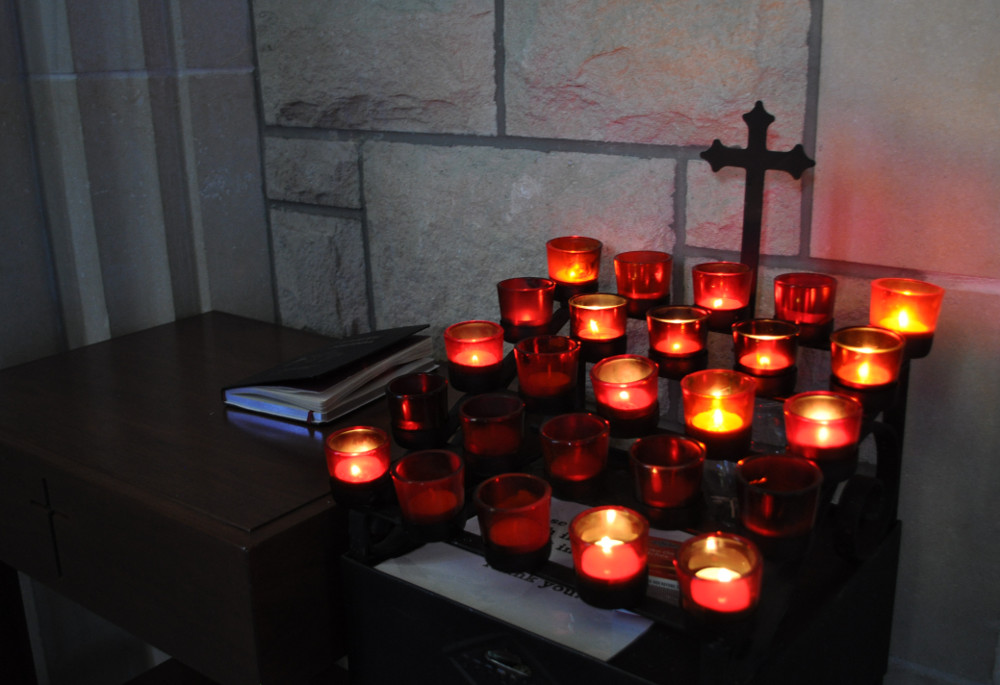
Um candelabro votivo na Catedral Episcopal da Graça, uma catedral cristã anglicana em Topeka

Uma vela votiva ou vela de oração é uma pequena vela, tipicamente branca ou amarela de cera de abelha, destinada a ser queimada como uma oferta votiva em um ato de oração cristã, especialmente dentro das denominações anglicana, luterana e católica romana, entre outras. No cristianismo, as velas votivas são comuns em muitas igrejas, bem como nos altares domésticos, e simbolizam as "orações que o adorador está fazendo por si ou por outras pessoas". O tamanho de uma vela votiva é geralmente de 5 cm de altura por 2,5 cm de diâmetro, embora outras velas votivas possam ser significativamente mais altas e largas. Em outras religiões, como o hinduísmo e o budismo, existem ofertas semelhantes, que incluem diyas e lâmpadas de manteiga.

## Use por denominação cristã
Velas são acesas para as intenções de oração. "Acender uma vela para alguém" indica a intenção de alguém de fazer uma oração por outra pessoa, e a vela simboliza essa oração. Muitas vezes, "um quadro é colocado nas proximidades com os nomes daqueles por quem a oração é solicitada." Uma caixa de doação é geralmente colocada perto de um suporte de velas votivas para que os cristãos que acendam as velas votivas possam ajudar a custear o custo das velas votivas e fazer uma oferta votiva à igreja.

### Anglicanismo
Algumas igrejas anglicanas, especialmente aquelas que adoram na Igreja Alta ou tradição anglo-católica, têm velas votivas para o propósito de orar pelos mortos, bem como para pedir a intercessão dos santos.

### Catolicismo
Na Igreja Católica Romana, as velas às vezes são colocadas diante de uma estátua de Jesus, da Santíssima Virgem Maria ou de algum outro santo. Frequentemente, em igrejas mais antigas ou tradicionais, isso será antes de um altar-mor.
Uma vela votiva significa literalmente que o acendimento é feito em cumprimento de um voto (latim, votum), embora na maioria dos casos a intenção seja homenagear e pedir ajuda ao santo diante de cujas imagens a vela é acesa e orar pelo morto.
As velas usadas podem variar de velas longas do tipo cônica a velas tealight. Velas Tealight são colocadas em suportes ou apenas em uma plataforma em frente à estátua. Velas longas podem ser colocadas em um suporte especial.

### Ortodoxia oriental

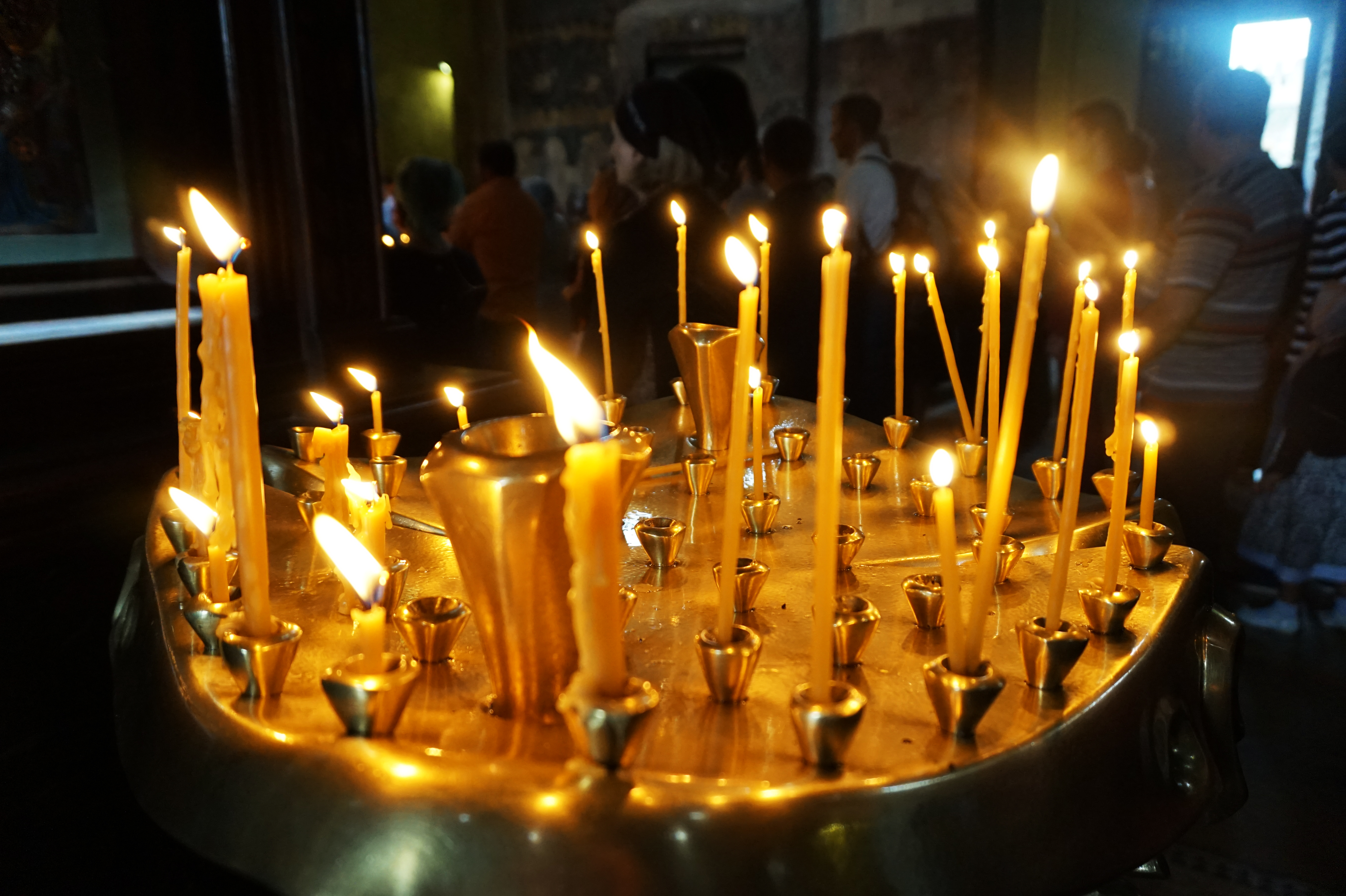
As igrejas ortodoxas usam velas longas e finas, que são colocadas em recipientes redondos.

Na Igreja Ortodoxa Oriental, as velas são acesas antes de ícones, geralmente de Jesus Cristo ou Theotokos. Normalmente as igrejas ortodoxas usam apenas velas longas e finas. Estes são geralmente colocados em recipientes redondos, tendo vários soquetes para segurar as velas, ou em um recipiente cheio de areia onde os adoradores colocam suas velas. As igrejas ortodoxas geralmente têm um local separado para colocar velas acesas para os que partiram; As igrejas anglicana e católica romana não fazem essa distinção.

### Luteranismo
As igrejas luteranas podem usar velas votivas que podem ser acesas em casa, como parte de devoções pessoais ou familiares, ou na igreja. Elas geralmente são acesas nas grades do altar ou na frente da cruz do altar. Elas também são frequentemente acesas durante a liturgia da Sexta-feira Santa.

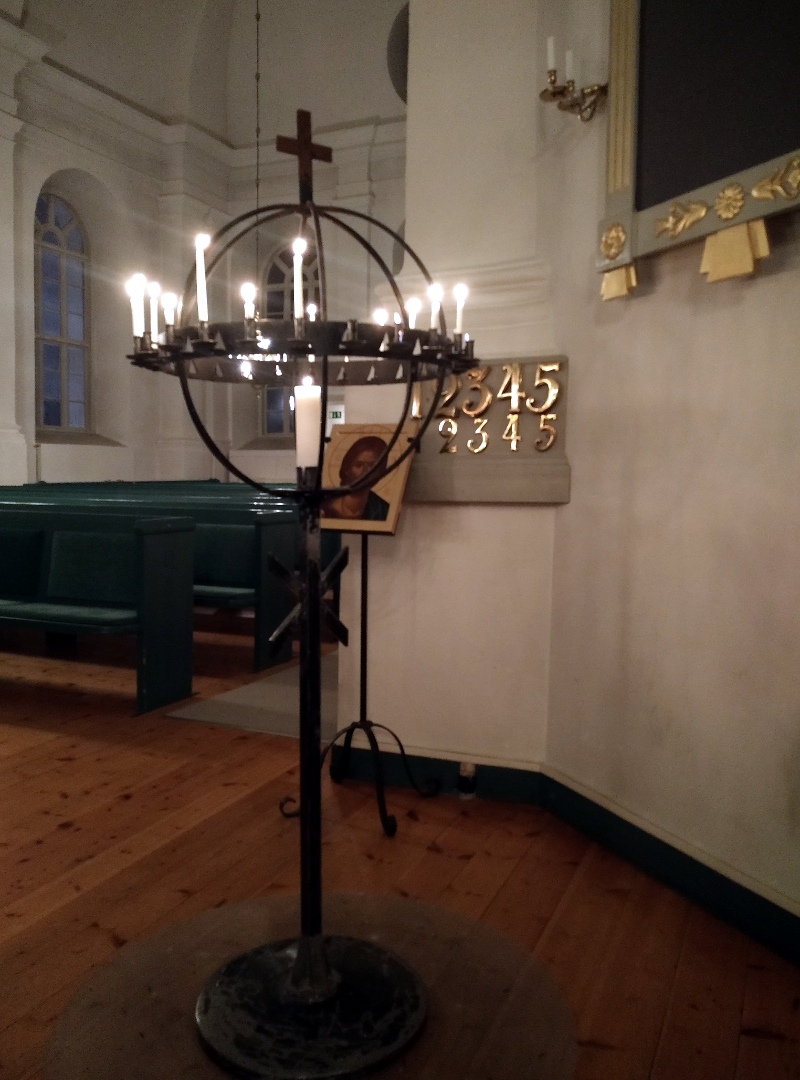
O castiçal votivo está diante de um ícone de Cristo em uma igreja paroquial da Igreja da Suécia em Skellefteå, Suécia.

Nas igrejas luteranas nórdicas da Suécia, Noruega, Dinamarca e Finlândia, todas denominações luteranas da alta igreja, o uso de velas votivas é comum e a maioria, senão todas, as igrejas e capelas terão um castiçal votivo ( sueco: Ljusbärare ). Eles são um tanto semelhantes ao tipo ortodoxo oriental, geralmente uma estrutura de metal redonda com vários encaixes em torno de uma vela central maior para acender as velas votivas. Como nas igrejas ortodoxas orientais, as velas votivas luteranas nórdicas também são longas e finas.

### Metodismo
Na Igreja Metodista Unida, as igrejas que cultuam a tradição da Alta Igreja fazem uso de velas votivas. Durante a celebração litúrgica de Allhallowtide, especialmente no Dia de Todos os Santos (All Hallows' Day), velas votivas são acesas e uma oração é dita por cada pessoa da congregação que faleceu naquele ano.

## Composição
As velas votivas são feitas de diferentes tipos de ceras, incluindo parafina, cera de soja ou cera de abelha. Existem diferentes tipos de cera com diferentes pontos de fusão. A parafina costuma ser misturada com outros tipos de ceras, como cera de abelha ou cera vegetal. Isso é feito para obter a rigidez necessária ao tipo de vela que está sendo feita. A velocidade com que a vela acende depende da composição da cera. Uma vela cônica colocada em um castiçal em forma de anel pode ter um ponto de fusão baixo e produzir pouco ou nenhum óleo, enquanto uma vela votiva colocada em um copo de vidro pode ter um ponto de fusão muito baixo e virar óleo. Velas de coluna, velas grandes geralmente com mechas múltiplas, têm sua própria fórmula. Velas para pote de soja tendem a ter um ponto de fusão mais baixo do que pilares e velas votivas. A qualidade da vela também varia muito, dependendo do fabricante da vela. O aroma de uma vela perfumada acesa é liberado pela evaporação da fragrância da poça de cera quente e da própria vela sólida.
Os pavios de chumbo dificilmente serão encontrados em qualquer vela vendida nos EUA hoje: os pavios de chumbo foram banidos dos Estados Unidos desde 2003 e os membros da National Candle Association - responsável por mais de 90% das velas feitas nos EUA - não usa mechas de chumbo há mais de 30 anos. Fabricantes de renome usam mechas de algodão, papel de algodão, núcleo de zinco ou estanho, todos conhecidos por serem seguros.

## Galeria

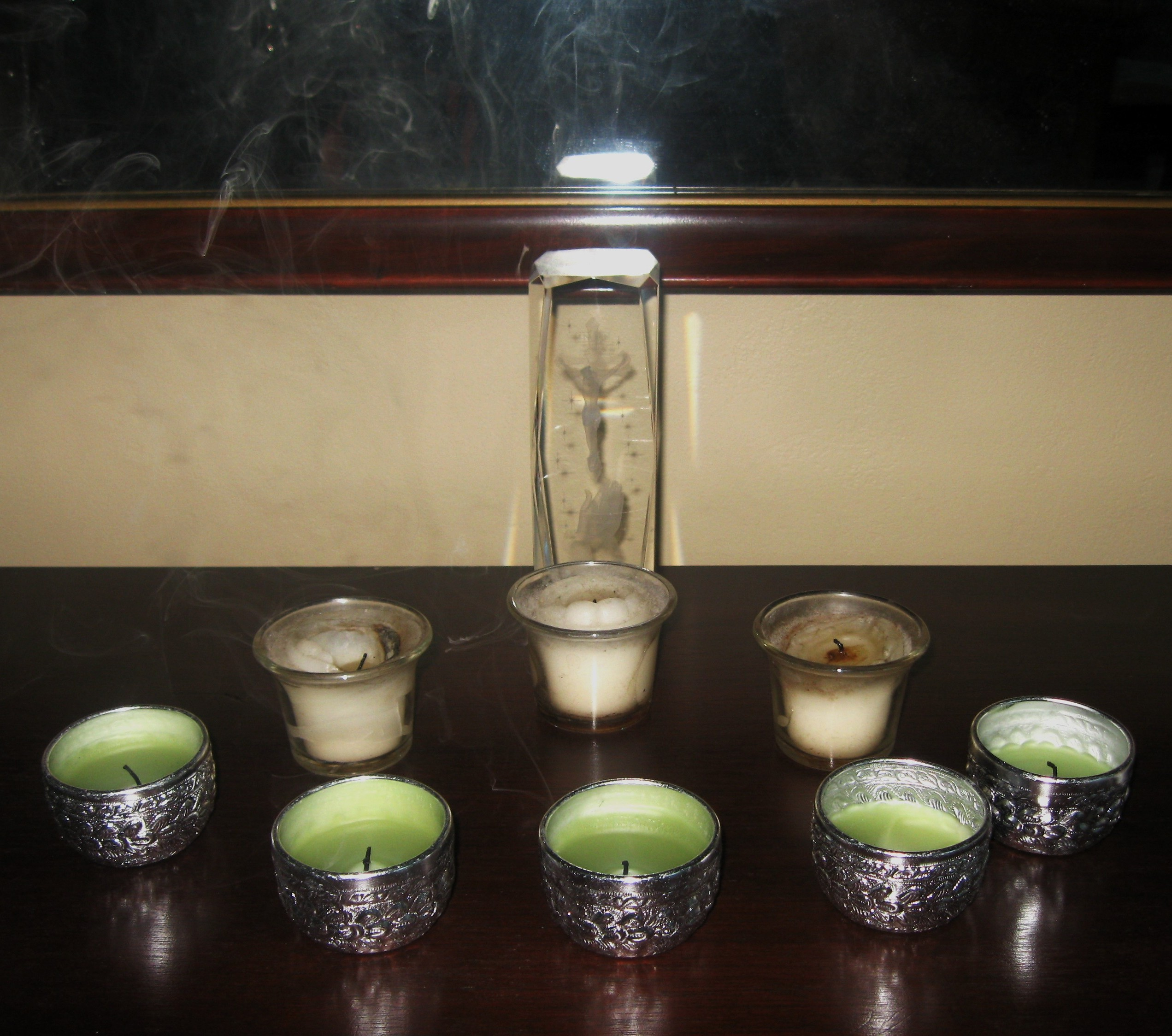
Velas votivas em um altar doméstico cristão em torno de um crucifixo de cristal
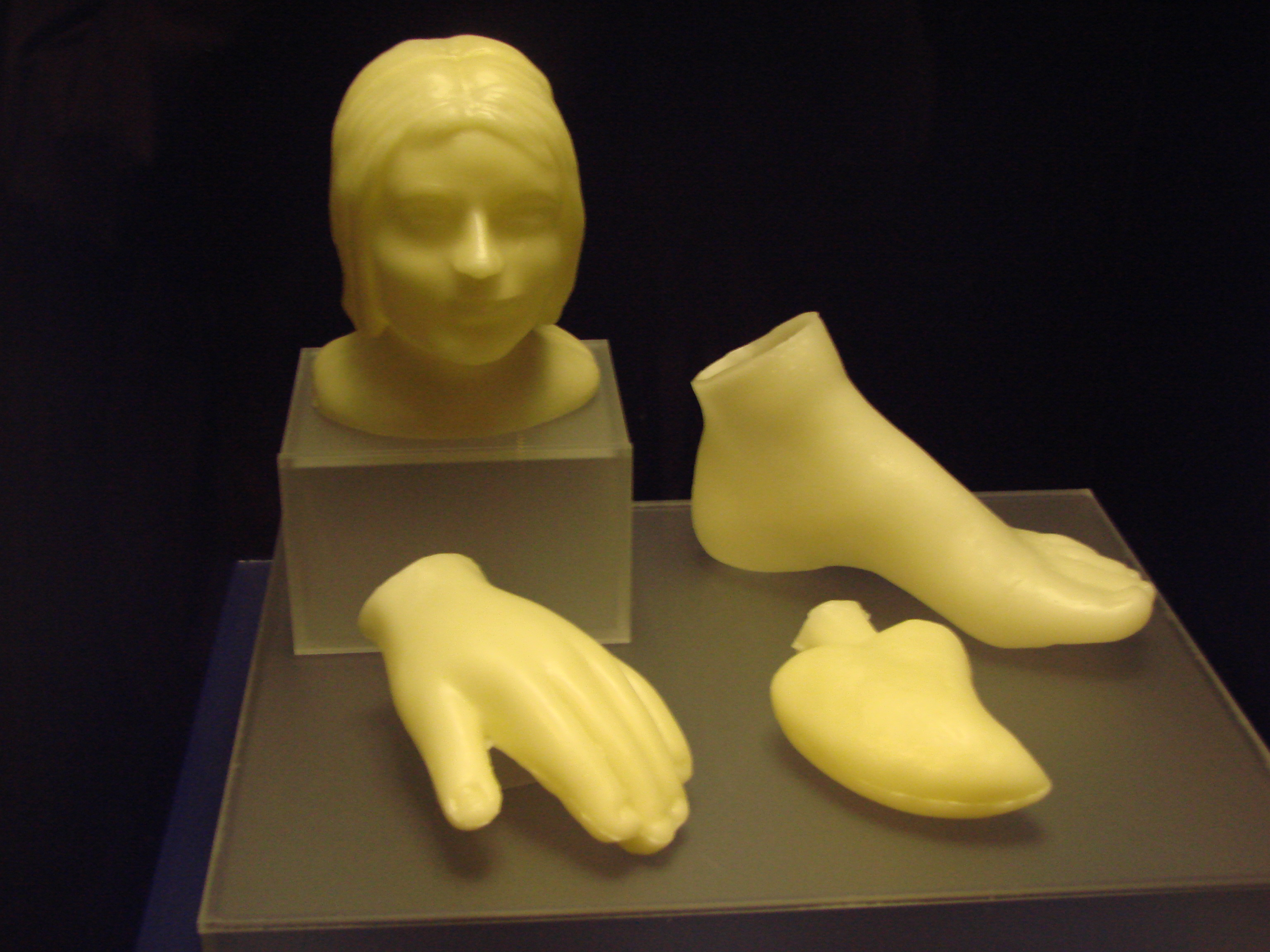
Velas votivas portuguesas em forma de partes do corpo afetadas
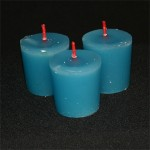
Velas votivas azuis servidas à mão
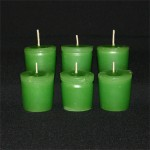
Velas votivas verdes feitas à mão
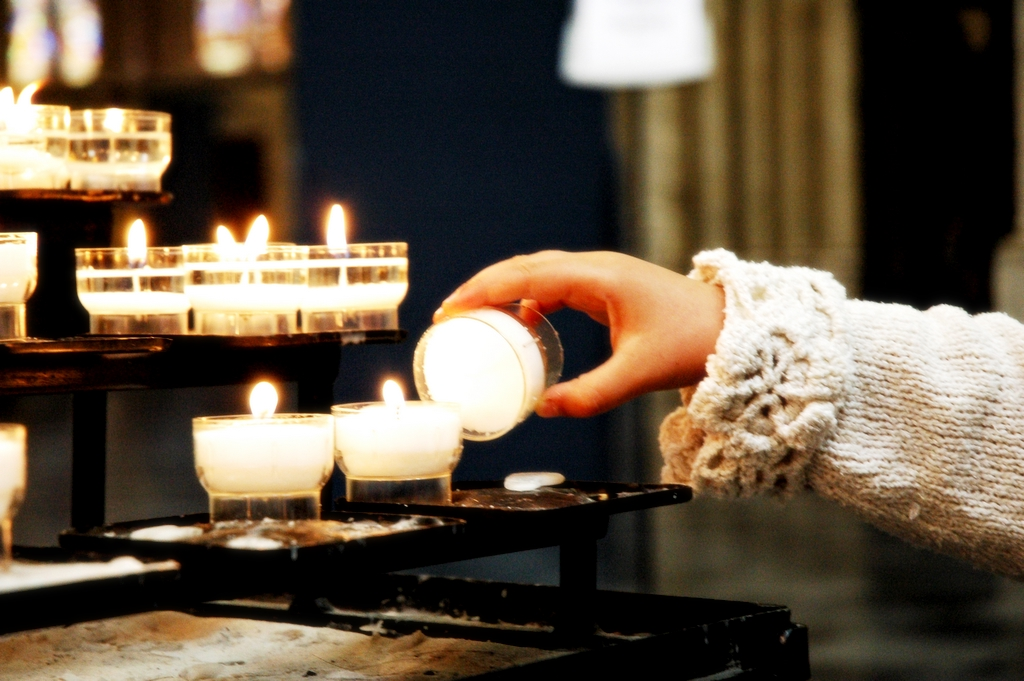
Uma criança acendendo uma vela votiva na Catedral Católica de São Miguel e Santa Gudula, em Bruxelas
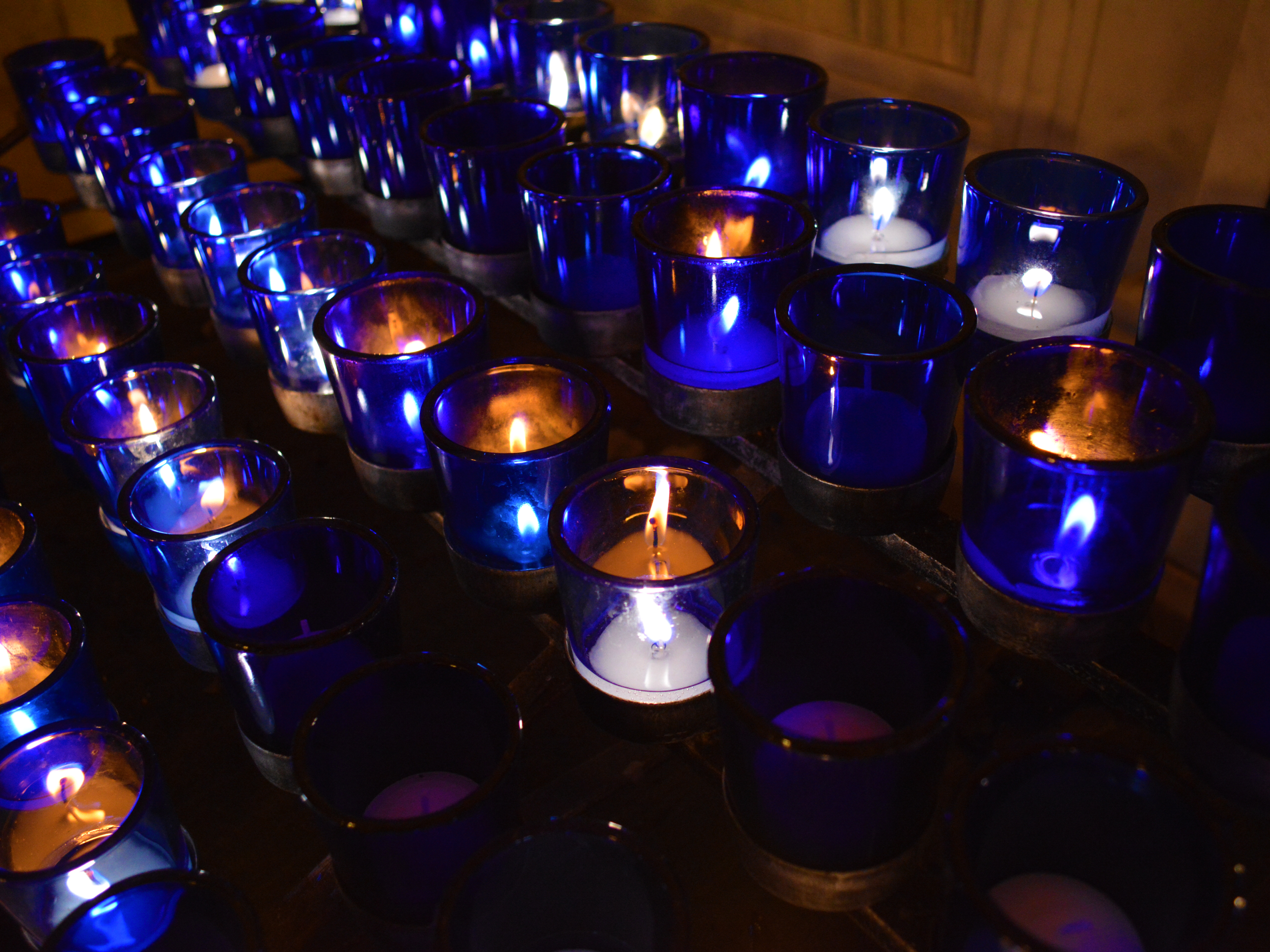
Velas votivas na Catedral Basílica de St. Louis
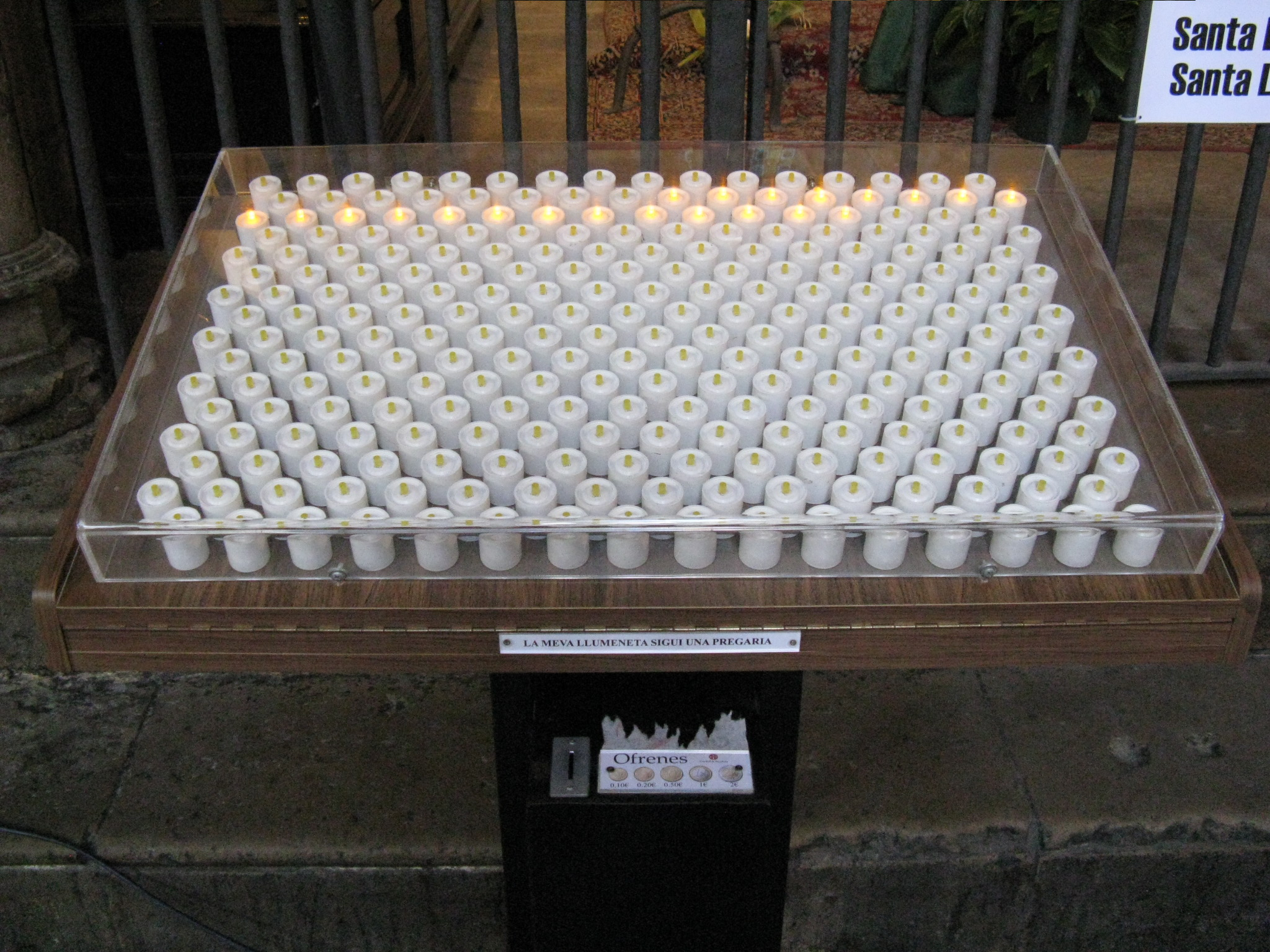
Velas votivas automáticas